# Mentzelia laevicaulis
Mentzelia laevicaulis  (лат.) — двулетнее или недолговечное многолетнее травянистое растение, вид рода Ментцелия (Mentzelia) семейства Лоазовые (Loasaceae). Произрастает в западной части Северной Америки.

## Таксономия
Бесстрашный исследователь-ботаник Дэвид Дуглас собрал самую раннюю научную коллекцию этого растения около Грейт-Фолс на реке Колумбия в 1825 году. Дуглас первоначально назвал вид Bartonia laevicaulis в честь Бенджамина Смита Бартона, одного из ведущих американских ботаников начала XIX века и наставника Мериуэзера Льюиса. Однако, название рода Bartonia уже было занято, и название было изменено на Nuttallia в честь Томаса Наттолла, британского ботаника XIX века, который открыл и дал название большому количеству западноамериканских видов растений. Увы, это название также было позже изменено, когда Nuttallia была включена в род Mentzelia. В результате ни одно название рода теперь не носит имя Наттолла.

## Описание
Mentzelia laevicaulis — двулетнее или многолетнее травянистое растение. Стебель беловато-зелёный разветвлённый до 1 м в высоту.  Стебель и его боковые ветви несут иногда треугольные пилообразные листья. На кончике ветви расположен жёлтый звездообразный цветок. Цветок имеет пять узких, заострённых лепестков с блестящей жёлтой поверхностью, каждый длиной до 8 см. Между лепестками находятся длинные, тонкие жёлтые чашелистики. Центр раскрытого цветка заполнен большим количеством жёлтых тычинок. Под лепестками находятся длинные завитые прицветники. Плоды-коробочки, содержащие крылатые семена.

## Разновидности
Различают две разновидности Mentzelia laevicaulis:
- Mentzelia laevicaulis var. laevicaulis
- Mentzelia laevicaulis var. parviflora

## Ареал и местообитание
Вид произрастает на западе Канады в Британской Колумбии, на северо-западе и юго-западе США в Колорадо, Айдахо, Монтане, Орегоне, Вашингтоне, Вайоминге, Калифорнии, Неваде и Юте. Встречается на песчаных, каменистых и повреждённых землях, например, на обочинах дорог.

## Галерея

M. laevicaulis
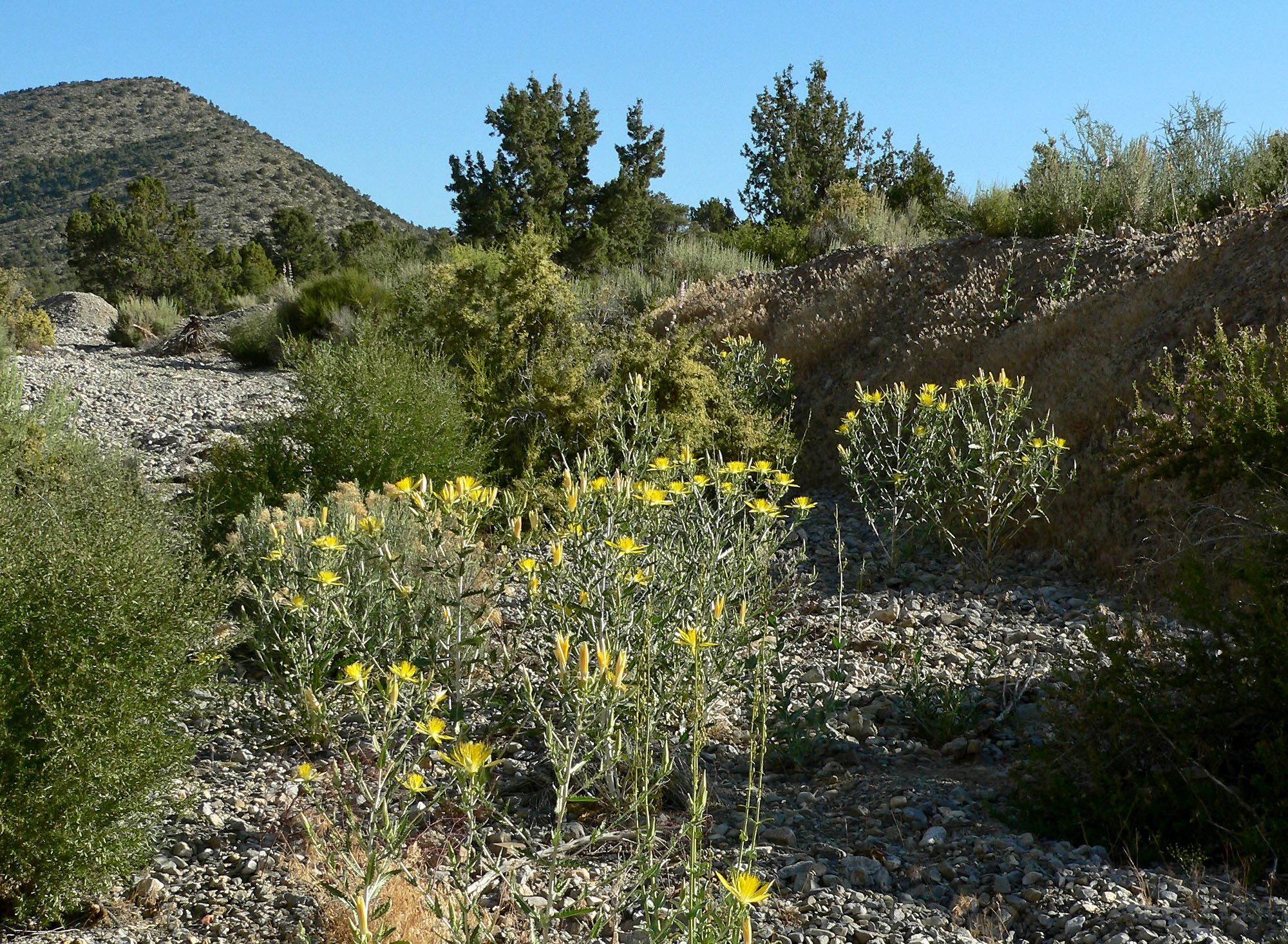
В природе
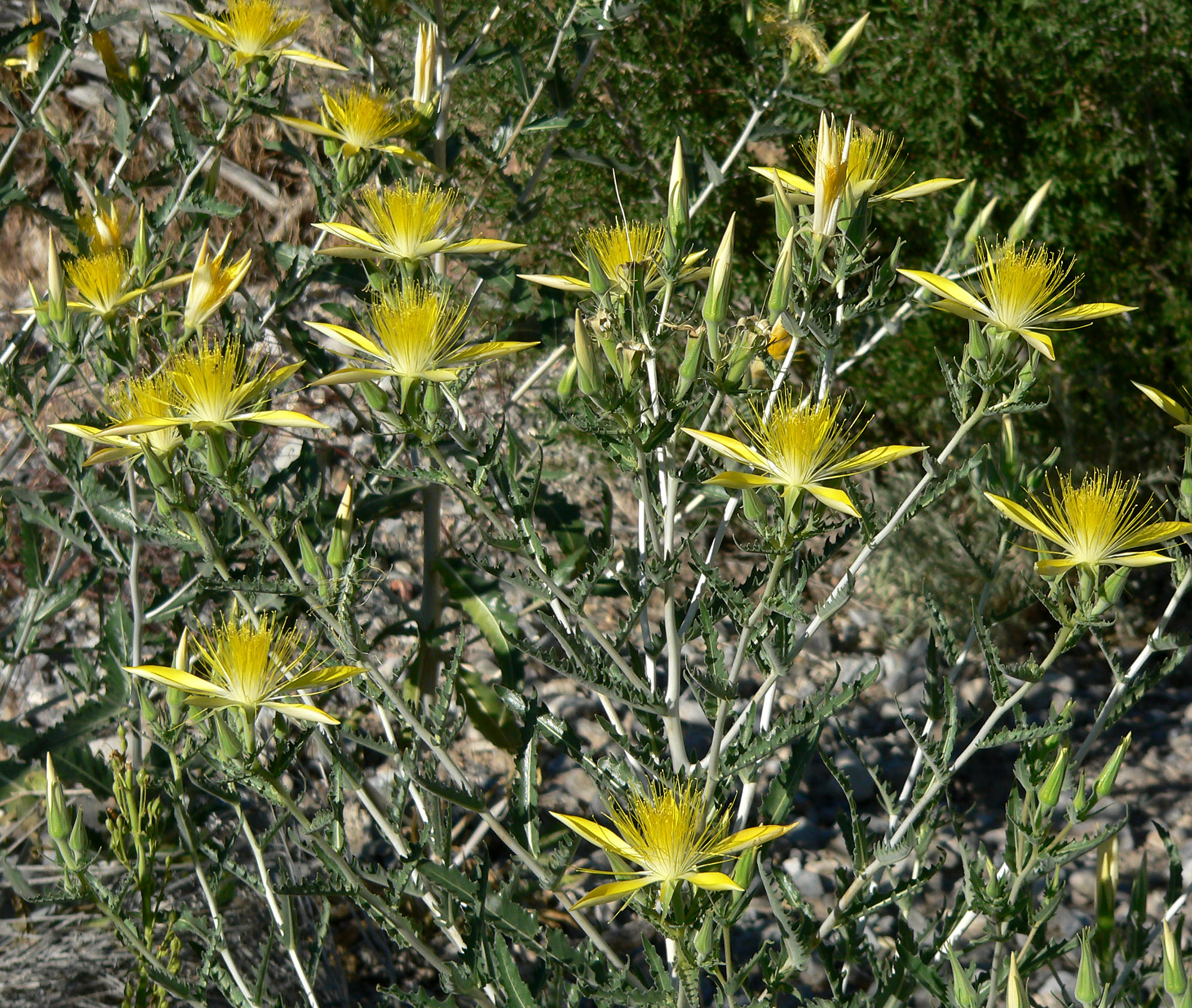
Общий вид
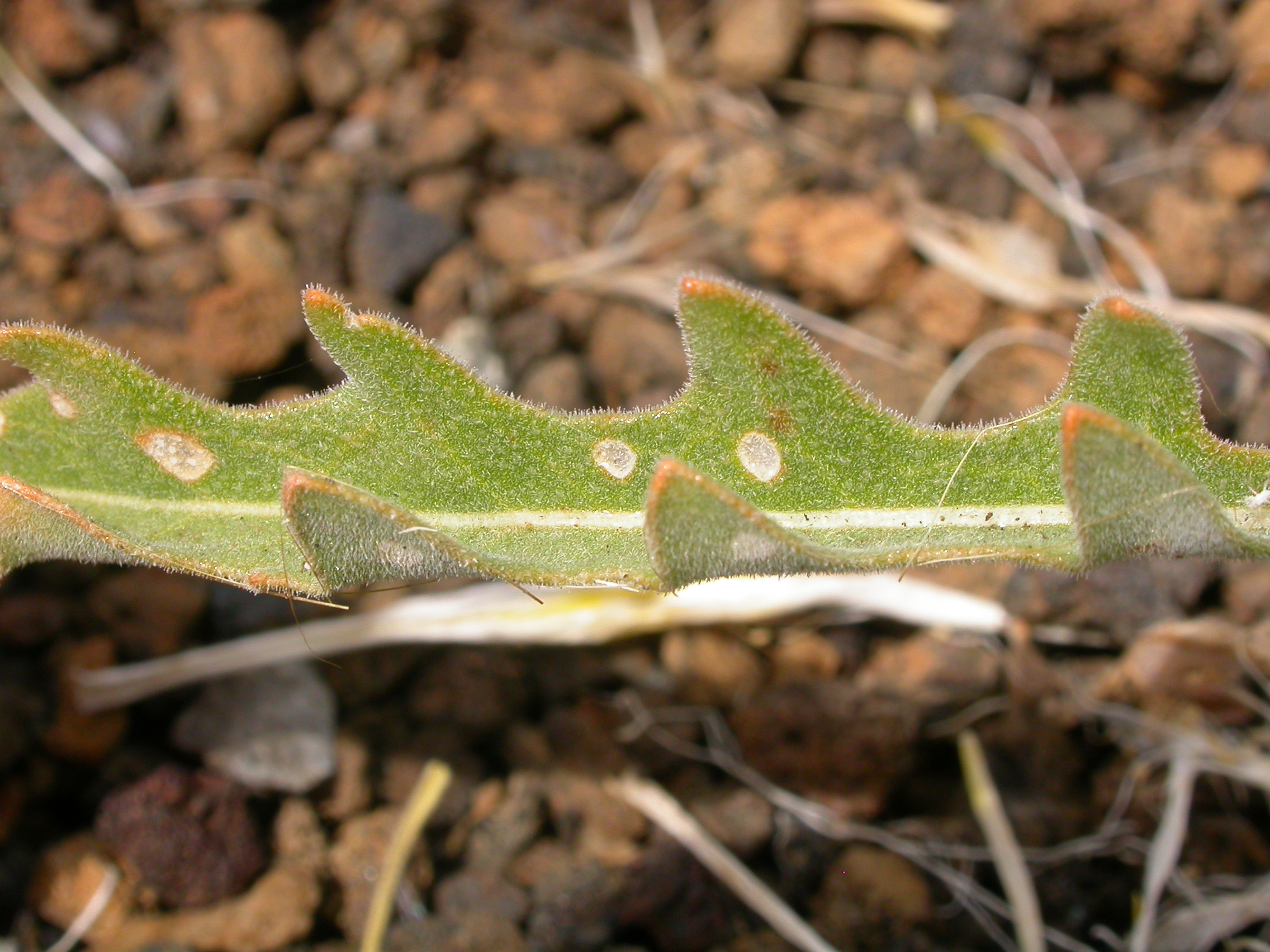
Лист
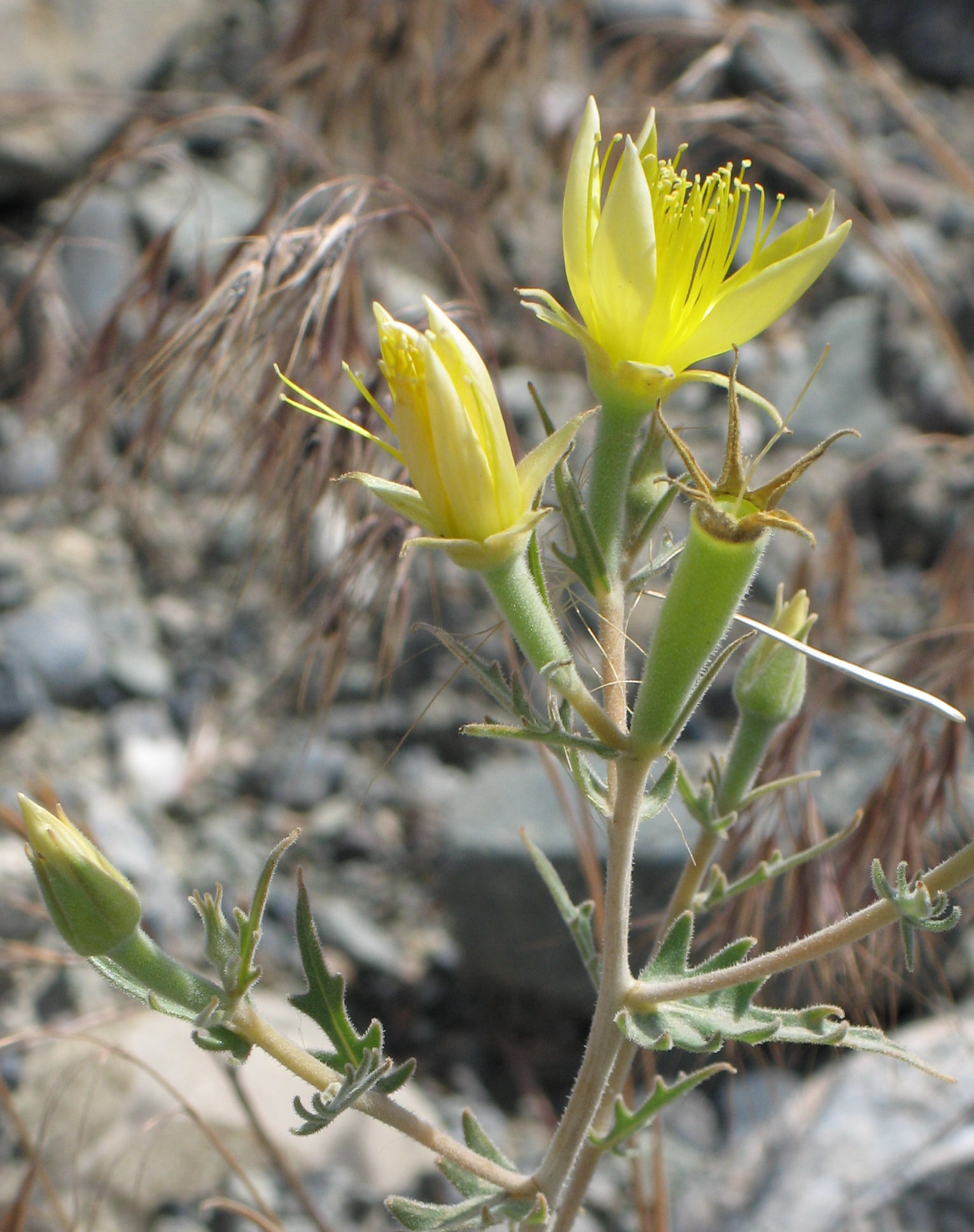
Цветки
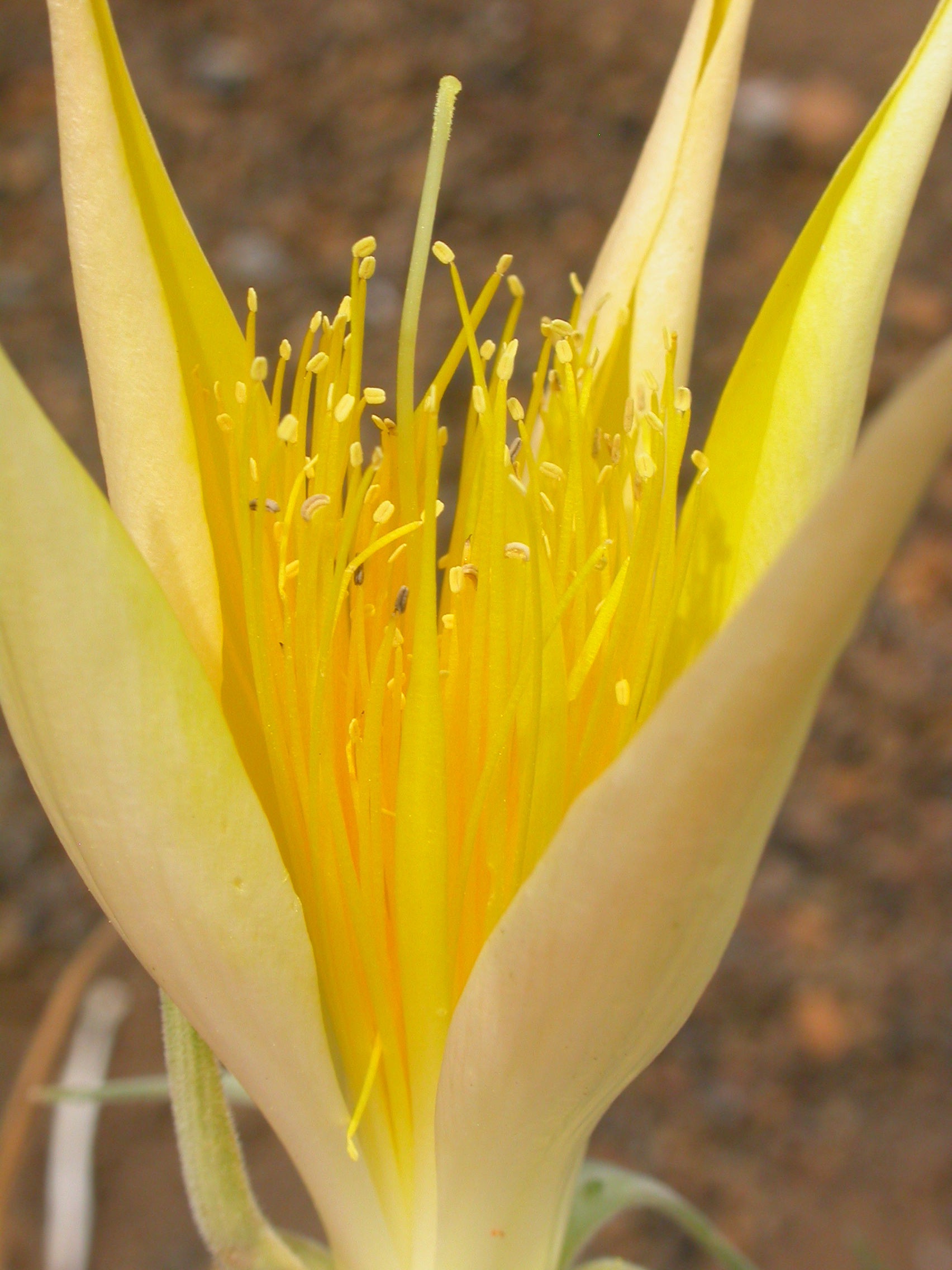
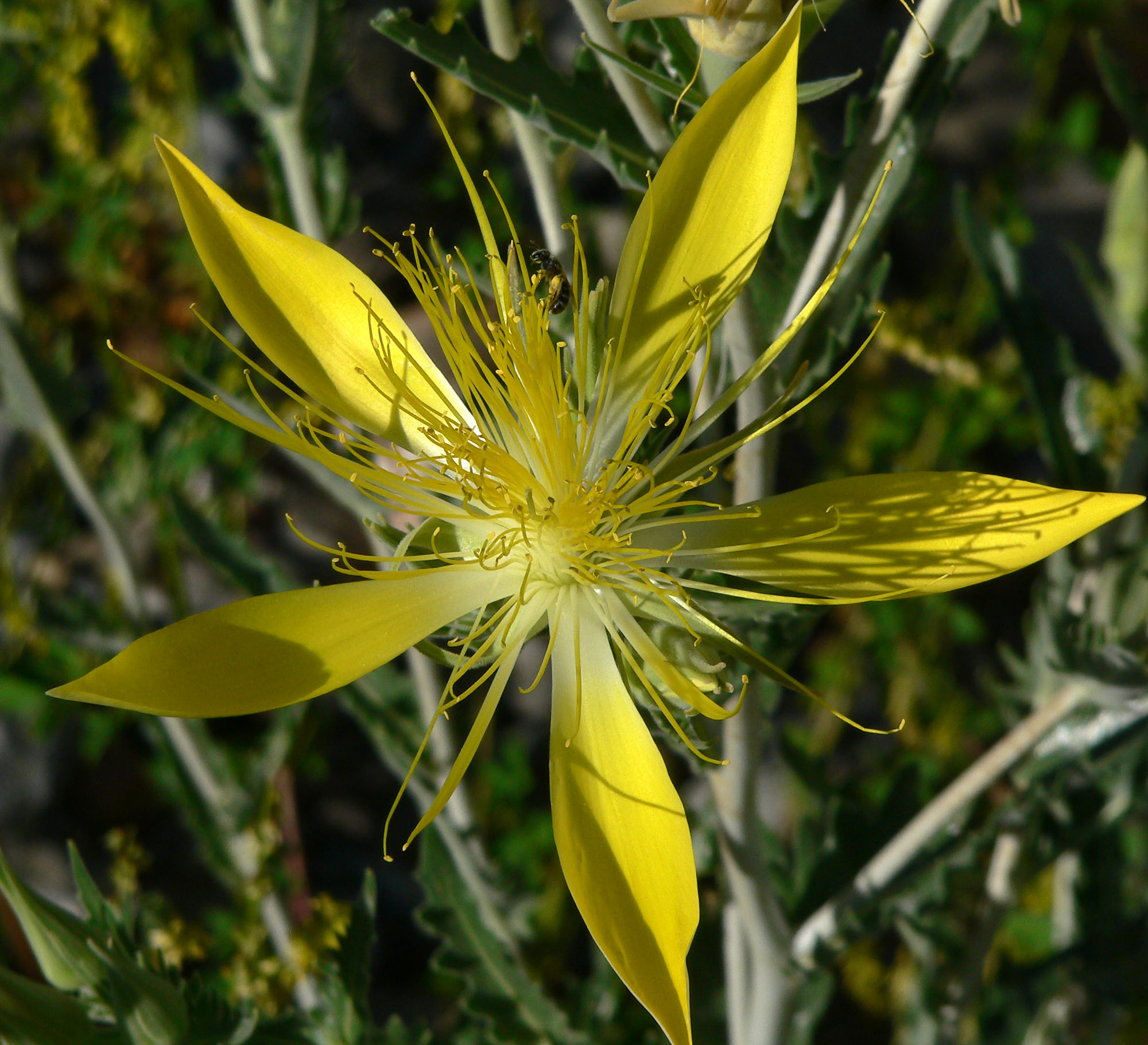
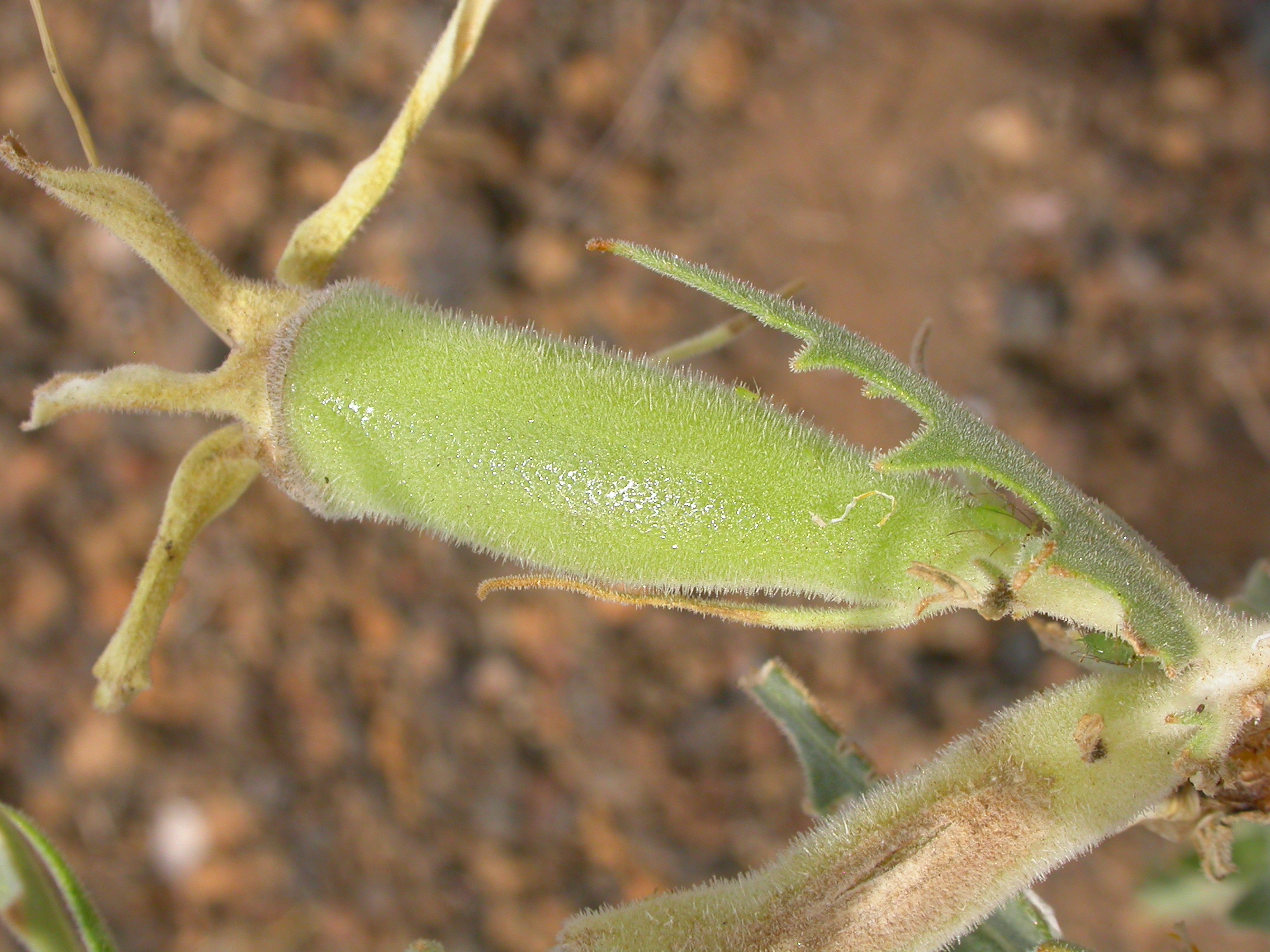
Плод-коробочка